# مهدی حسن رویال
مهدی حسن رویال (بنگالی: মোহাম্মদ মেহেদি হাসান রয়েল؛ زادهٔ ۱ ژانویهٔ ۱۹۹۶) بازیکن فوتبال اهل بنگلادش است.
وی همچنین در تیم‌های ملی فوتبال زیر ۲۰ سال بنگلادش و بنگلادش بازی کرده است.